# Klaviersonate Nr. 15 (Mozart)

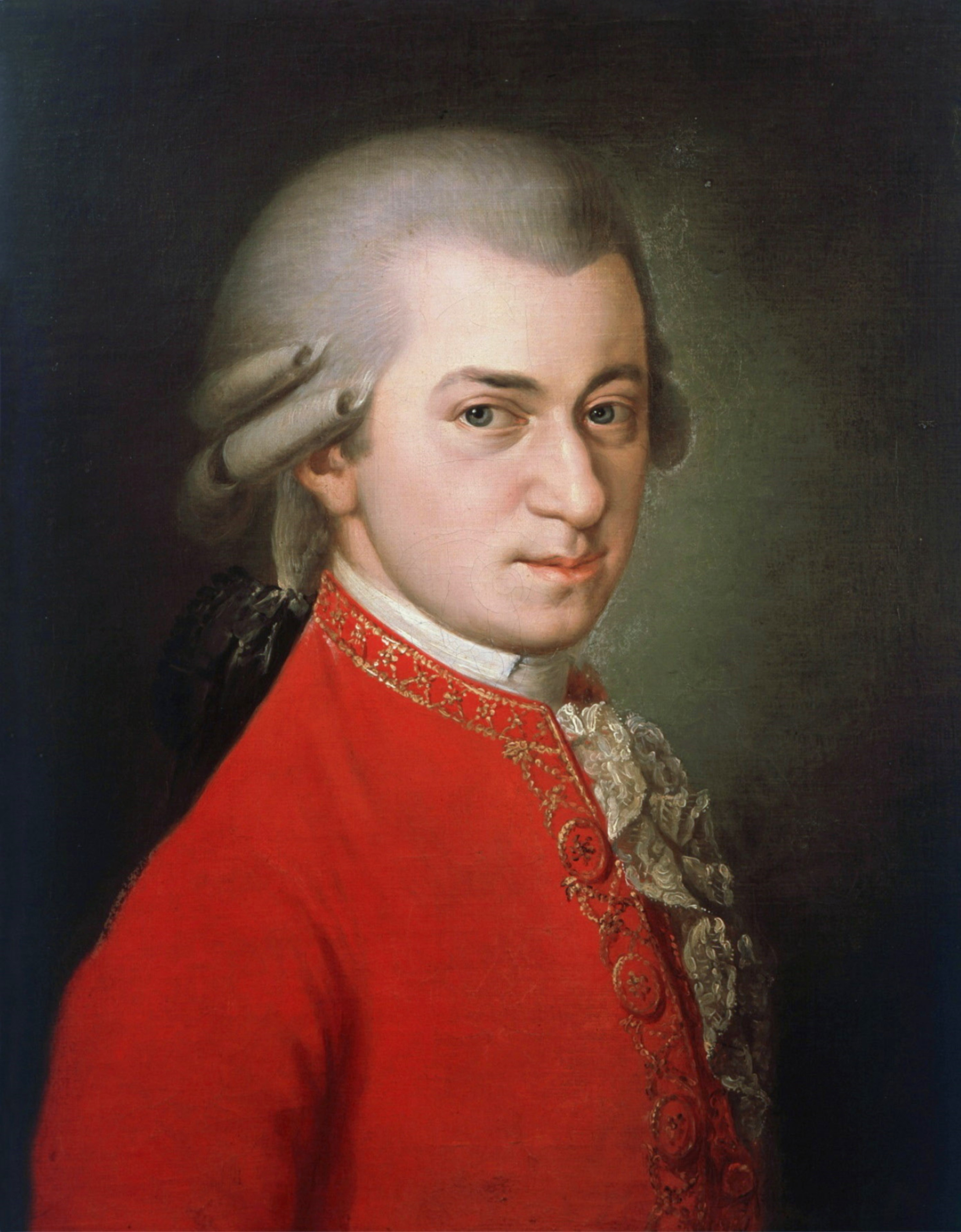
Wolfgang Amadeus Mozart (posthumes Porträt von Barbara Krafft)

Die Sonate No. 15 in F-Dur KV 533/494 von Wolfgang Amadeus Mozart ist eine Klaviersonate in drei Sätzen. Sie gehört zu den späten Sonaten Mozarts und wurde am 3. Januar 1788 vollendet, nachdem er das Rondo des dritten Satzes bereits 1786 als Einzelwerk mit der KV-Nummer 494 geschrieben hatte.
Die durchschnittliche Aufführungszeit beträgt 23 Minuten.

## Sätze
Mit dieser Sonate zeigt sich bei Mozart ein veränderter Stil: seine Sonaten erhalten fortan eine subtilere Ausdrucksweise und größere Anteile an polyphonen Stimmführungen. 

### 1. Satz: Allegro
Der Kopfsatz ist in F-Dur mit kontrapunktischen Ansätzen durchweg polyphon geschrieben. Zuerst tritt das Thema nur in der rechten Hand auf, dann in beiden. Anschließend wechselt das Thema in die linke Hand, bevor es wieder von beiden Händen aufgenommen wird. Die Reprise bringt als zusätzliche Überraschung eine Modulation in entfernte Moll-Tonarten.

### 2. Satz: Andante
Der zweite Satz besitzt Ähnlichkeiten mit der Sonatenhauptsatzform und ist in B-Dur gefasst. Bis zum Takt 22 spannt sich in diesem melancholischen Stück mit seinem ruhigen Andante ein großer melodischer Bogen der ersten Themengruppe, der sich ab Takt 23 in warm klingende Kadenzen auflöst, mit denen Mozart eine gewisse Resignation ausdrückt. Bemerkenswert sind die durchweg polyphone Stimmführung sowie die dramatischen dissonanten Vorhalte ab Takt 60, die später wegen ihrer harmonischen Kühnheit von Musikern bewundert und als ungewöhnlich empfunden werden.

### 3. Satz: Rondo: Allegretto
Nachdem Mozart die ersten beiden Sätze dieser Sonate geschrieben hatte, integrierte er das zwei Jahre zuvor komponierte Rondo in F-Dur als Finale in leicht veränderter und verlängerter Form, um einen substantielleren Kontrast zu den beiden anderen Sätzen zu schaffen.